# Министерство образования и исследований Республики Молдова
Министерство образования и исследований Республики Молдова (рум. Ministerul Educației și Cercetării al Republicii Moldova) — одно из 14 министерств Правительства Республики Молдова. Отвечает за развитие системы образования в стране. Устанавливает стандарты образования и проводит политику развития образования. Отвечает за:
- Дошкольное образование
- Школьное образование
- Профессиональное образование
- Специальное образование
- Среднее специальное образование
- Высшее образование
- Исследования и докторат

## История названия
Министерство образования и исследований было создано 6 июня 1990. Впоследствии на протяжении времени в рамках преобразований в Правительстве Республики Молдова, название органа менялось несколько раз:
- министерство науки и обучения (1990—1994)
- министерство обучения (1994—1997, 2001—2005)
- министерство обучения, молодёжи и спорта (1997—1998)
- министерство образования и науки (1998—2001)
- министерство образования и молодёжи (2005—2009
- министерство образования (2009—2017)
- министерство образования, культуры и исследований (2017—2021)
- министерство образования и исследований (с 2021)

## Руководство
- Министр — Дан Перчун
- Генеральный секретарь — Надежда Велишко
- Заместитель генерального секретаря — Людмила Павлова
- Госсекретари — Адриана Казаку, Галина Русу, Сергей Гурин и Валентина Олару

## Список министров
| №  | Министр                    | Дата назначения  | Дата отставки    | Примечания                             |
| -- | -------------------------- | ---------------- | ---------------- | -------------------------------------- |
| 1  | Николай Мэткаш             | 6 июня 1990      | 5 апреля 1994    |                                        |
| 2  | Пётр Гаугаш                | 5 апреля 1994    | 24 января 1997   |                                        |
| 3  | Якоб Попович               | 25 января 1997   | 22 мая 1998      |                                        |
| 4  | Анатолий Гримальский       | 22 мая 1998      | 21 декабря 1999  |                                        |
| 5  | Ион Гуцу                   | 21 декабря 1999  | 22 ноября 2000   |                                        |
| 6  | Илья Ванча                 | 22 ноября 2000   | 26 февраля 2002  |                                        |
| 7  | Георгий Сима               | 26 февраля 2002  | 2 июля 2003      |                                        |
| 8  | Валентин Бенюк             | 5 августа 2003   | 19 апреля 2005   |                                        |
| 9  | Виктор Цвиркун             | 19 апреля 2005   | 31 марта 2008    |                                        |
| 10 | Лариса Шавга               | 31 марта 2008    | 25 сентября 2009 |                                        |
| 11 | Леонид Бужор               | 25 сентября 2009 | 14 января 2011   |                                        |
| 12 | Михаил Шляхтицкий          | 14 января 2011   | 24 июля 2012     |                                        |
| 13 | Майя Санду                 | 24 июля 2012     | 30 июля 2015     |                                        |
| 14 | Корина Фусу                | 30 июля 2015     | 30 мая 2017      |                                        |
| —  | Лилия Поголша              | 30 мая           | 26 июля 2017     | и. о.                                  |
| 15 | Моника Бабук               | 26 июля 2017     | 8 июня 2019      |                                        |
| 16 | Лилиана Николаэску-Онофрей | 8 июня           | 12 ноября 2019   | и. о. 12—14 ноября 2019                |
| 17 | Корнелий Попович           | 14 ноября 2019   | 16 марта 2020    |                                        |
| 18 | Игорь Шаров                | 16 марта         | 9 ноября 2020    |                                        |
| 19 | Лилия Поголша              | 9 ноября         | 23 декабря 2020  | и. о. 23 декабря 2020 — 6 августа 2021 |
| 20 | Анатолий Топалэ            | 6 августа 2021   | 14 июля 2023     | и. о. 10—16 февраля 2023               |
| 21 | Дан Перчун                 | с 17 июля 2023   |                  |                                        |